# 66 Maja
66 Maja (mednarodno ime 66 Maja) je velik asteroid tipa C v glavnem asteroidnem pasu. 

## Odkritje
Asteroid je odkril Horace Parnell Tuttle (1839 – 1923) 9. aprila 1861.. Asteroid je poimenovan po Maji, eni izmed Plejad iz grške mitologije.

## Lastnosti
Asteroid Maja obkroži Sonce v 4,30 letih. Njegova tirnica ima izsrednost 0,173, nagnjena pa je za 7,665° proti ekliptiki. Njegov premer je 72,8 km, okrog svoje osi pa se zavrti v 9,733 urah .